# Francesco Zucchetti
Francesco Zucchetti, född 14 april 1902 i Cernusco sul Naviglio, död 8 februari 1980 i Trichiana, var en italiensk tävlingscyklist.
Zucchetti blev olympisk guldmedaljör i lagförföljelse vid sommarspelen 1924 i Paris.